# Hopscotch (programmeringsspråk)
Hopscotch är ett grafiskt programmeringsspråk utvecklat av Hopscotch Technologies, designat för att hjälpa unga eller nybörjare inom programmering att skapa enkla projekt. Dess enkla användargränssnitt gör att användare kan dra och släppa block för att skapa skript som kan köras när de aktiveras. Språket är enkelt att använda, men det är nästan omöjligt att skapa mer avancerade program vilka kräver mer komplexa programmeringsspråk. Programmeringsspråket används på en iPad eller en iPhone som stödjer Hopscotch. 

## Utveckling
Idén kom från ett redan existerande programmeringsverktyg, Scratch, där användaren drar och släpper block i följd för att skapa ett skript. Detta är mycket lättare för barn än att skriva in kod manuellt, vilket många andra programmeringsspråk är fokuserade på. Utvecklarna ville ta ett steg tillbaka från Scratch genom att göra det något lättare att förstå konceptet och göra Hopscotch lättare att använda. Därför tog de bort vissa block och lade till egna i hopp om att göra appen lättare att använda.
Hopscotch inkluderar grundläggande programmeringsblock och funktioner som till exempel variabler, sprajter/sprites (kallat objekt) och textobjekt, men också mer avancerade funktioner som self-variabler, sinus, cosinus, modulo, tangent, inverserad tangent och mer.
Appen uppdateras ofta med fler och fler funktioner. Se "Redigerarhistorik" nedan för en kort sammanfattning av appens uppdateringar.

## Redigerare

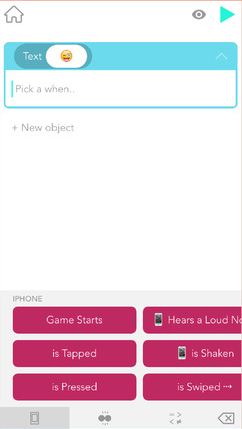
Hopscotch iPhoneredigerare

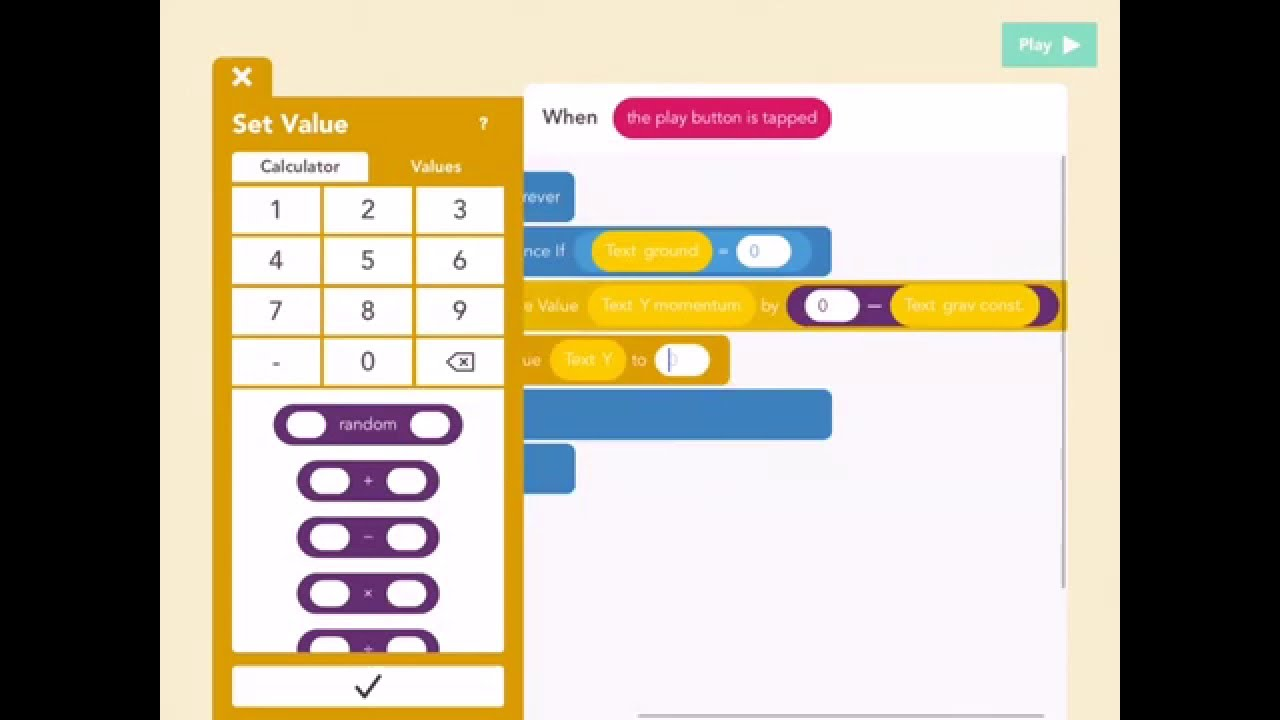
Hopscotch iPadredigerare

Hopscocth-appen använder ett användargränssnitt som liknar Scratch. Redigeraren är enkel att använda. Man behöver bara öppna själva redigeraren, trycka på det objekt och skript som man vill redigera, öppna en av flikarna med kodblock och dra ut block. De flesta kodblock stödjer nummer, text eller matematiska uttryck som input, t.ex. "Move"-blocket. Redigerarens arbetsyta är i huvudsak uppbyggt på ett rutnät indelat i X- och Y-koordinater.

### Redigerarhistorik
Hopscotchappen är tillgänglig på iPhone och iPad. iPhone-versionen hade endast stöd för att visa projekt fram till början av 2016, när en uppdatering som hade stöd för både redigering och användarkonton släpptes. Projekt skapade på en iPhone spelas i ett iPhone-format oavsett enhet det visas på.

### When block/input-block
"When" inputblock är en trigger för att aktivera block när dess input stämmer ("when project starts"-blocket aktiveras när någon kör/spelar projektet eller trycker på "ladda om"-knappen.)
Lista med "when"-block (Hopscotch stödjer inte svenska och därför är namnen nedan på Engelska.
play button is tapped
character is tapped
iPad (iPhone) is tapped
() is tapped
() is pressed
() bumps ()
() is touching ()
iPad (iPhone) is tilted (up, down, left, right)
iPad (iPhone) detects a loud noise
iPad is shaken
() is swiped (up, down, left, right)
() equals ()
() > ()
() < ()
() != ()
object is cloned
(>,<,=,!=) (and, or) (>,<,=,!=)

### Kodblock
Kodblock är de block som aktiveras när "when"-block triggas. Kodblock har fem olika kategorier: abilities, movement, drawing, looks & sounds, values och control flow. Dessa kan man dra i och ur skripten för att modifiera dem.

### Rit-block
"Rit-block" i Hopscotch liknar turtle - modulen i Python och ger användarna möjligheten att koda både enkel och mer komplex konst.

## Spelare

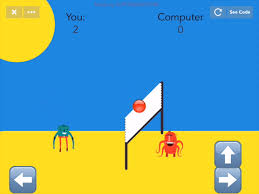
Hopscotchs iPad-spelare som kör/spelar ett projekt.

### Appens inbyggda spelare
Hopscotch-appen aktiverar block i skripten när deras triggers aktiveras.

### Webb-spelare
Hopscotchs "projektspelare" finns också på internet (känt som "the Webplayer"). Denna spelare är tillgänglig på nästan alla webbläsare. Spelaren är utformad så att den ska fungera som i Hopscotch-appen. Dock har inte "webb-spelaren" stöd för att programmera projekt, publicera dessa eller gilla andras projekt. Webbversionen av Hopscotch-spelaren kan endast nås via varje projekts unika länk som är formaterade på detta sätt: https://c.gethopscotch.com/p/(project id)

## Språk
Hopscotch stödjer språken engelska, förenklad kinesiska och spanska.
Så här ändrar man språk för Hopscotch:  iPad  >>  Inställningar >> Allmänt >>  Språk och region  >> iPad-språk  >>  (Välj ett språk som stöds av Hopscotch).